# 金斯頓 (伊利諾伊州亞當斯縣)
金斯頓（英語：Kingston）是位於美國伊利諾伊州亞當斯縣的一個非建制地區。該地的面積和人口皆未知。

## 地理
金斯頓的座標為39°49′00″N 91°01′40″W / 39.81667°N 91.02778°W，而該地的平均海拔高度為250米（即810英尺）。